# Meshoulam Zoucha d'Anipoli
Meshoulam Zoucha d’Anipoli, dit Reb Zoucha, né en 1718 à Tykocin et mort en 1800 à Hannopil, est un rabbin, comptant parmi les premiers grands maîtres hassidiques. Disciple du Maggid de Mezeritch aux côtés de son frère Elimelech de Lijensk, avec lequel il passe de nombreuses années à voyager et propager l'enseignement hassidique au sein des communautés juives de la république des Deux Nations, Reb Zoucha est connu comme un tsadik (« juste ») humble mais inspiré.

## Éléments biographiques
Reb Zoucha naît à Tykocin, en Pologne. Il est le deuxième enfant d’Eliezer Lipa Lipmann et Mirel Weissblum. Sa fratrie compte Nathan, l’aîné, futur président du tribunal rabbinique de Szczuczyn, Elimelech, futur auteur du Noam Elimelekh et Avraham dont seul le lieu de résidence à Koenigsberg est connu, et deux sœurs, Ita et Elka.
Dans sa jeunesse, il étudie la kabbale selon la méthode d’Isaac Louria. Comme son frère Elimelech, il jeûne et se soumet à des mortifications. La rencontre avec le Maggid de Mezeritch le fait adhérer à son enseignement qu'il s'efforcera de propager de village en village à travers le Royaume polonais.
Tant le rabbin Zusha de Hanipol que le rabbin Élimelekh de Lizhensk sont devenus des disciples éminents du saint Maggid de Mezeritch, faisant partie de son cercle intérieur d'élèves, connu sous le nom de Chevra Kadisha ("Fraternité Sainte"), aux côtés d'autres grands tzaddikim tels que le rabbin Nachum de Czernobyl, le rabbin Levi Yitzchok de Berditchev, le rabbin Aharon (HaGadol) de Karlin, le rabbin Shmuel (Shmelke) de Nikolsburg, le rabbin Menachem Mendel de Vitebsk et le rabbin Shneur Zalman de Liadi "Baal HaTanya".
Le rabbin Zusha était connu pour son approche émotionnelle profonde de la prière et sa grande piété.
Il était l'un des deux rabbins, aux côtés de Reb Leib HaKohen, avec qui le rabbin Shneur Zalman de Liadi a consulté avant d'imprimer le Tanya en 1797. Les deux ont donné leur approbation.
Le rabbin Zusha n'a pas écrit de livres, mais ses enseignements ont été rassemblés dans le Menorat Zahav, basé sur les souvenirs de ses élèves.

## Décès
Son Yahrtzeit est le 2 Shevat. Il a été enterré aux côtés de son maître et enseignant, le Maggid de Mezeritch, à Hannopil.
Il a est remplacé par son fils, le rabbin Tzvi Menachem Mendel.

## Histoires sur Reb Zoucha
Avant la naissance du rabbin Zusha et de son frère le rabbin Élimelech, leurs parents étaient stériles pendant 10 ans. Bien que leurs parents soient issus de savants de la Torah, ayant perdu leurs parents à un très jeune âge, ils sont restés des Juifs simples mais craignant D.ieu. Le père était un porteur d'eau. Bien qu'il aurait pu devenir commerçant, il préférait vivre de son propre travail. Au début, il avait quelques clients riches, mais il les a échangés avec un autre porteur d'eau afin de pouvoir fournir de l'eau aux synagogues locales. Cela a entraîné une perte financière pour lui, et il est devenu pauvre. Mais en récompense de sa bonne action, D.ieu a béni Reb Eliezer Lippa et sa femme, qui soutenaient toujours leur mari, avec deux fils qui deviendraient plus tard de grands Tzaddikim. Au début, les enfants étaient physiquement faibles, et bien que Reb Eliezer Lippa et sa femme aient engagé les meilleurs enseignants de la Torah pour les enseigner, ils ne progressaient pas beaucoup. Cela attristait les parents, alors ils intensifièrent leurs prières à D.ieu, jeûnaient souvent et donnaient leurs repas aux pauvres en tant que Tzedakah (Charité). D.ieu a répondu à leurs prières sincères, et lorsque les garçons ont exprimé le désir d'aller dans une Yeshiva pour poursuivre leurs études, ils ont immédiatement accepté. Après avoir envoyé leurs fils dans une yeshiva dans une autre ville, ils ont accueilli deux étudiants pauvres de la Torah de Tarnow chez eux pour s'occuper d'eux et les soutenir dans leurs études. Reb Eliezer a continué à gagner sa vie en tant que porteur d'eau. Un vendredi, il a trouvé un poisson près de la rivière et l'a ramené à la maison. Alors que sa femme préparait le poisson pour le Shabbat, elle a trouvé une pierre précieuse dans son estomac. Elle et son mari, connaissant une histoire similaire qui s'était produite des siècles plus tôt avec un Juif en France nommé Yitzhak, qui deviendrait plus tard le père de Rachi, étaient contrariés que cela puisse être un test du Ciel. Ils ont décidé de ne pas changer leur mode de vie, de vendre la pierre (après avoir consulté le rabbin local pour s'assurer qu'ils étaient autorisés selon la Halakha (lois juives) à la garder) et de distribuer l'argent en Tzedakah (Charité), restant ainsi pauvres. Bientôt de bonnes nouvelles sont arrivées : leur fils aîné, le rabbin Élimelech, avait épousé la fille d'un homme riche qui était prêt à soutenir son étude de la Torah. Les deux, le rabbin Élimelech et le rabbin Zusha, ont progressé rapidement et sont devenus des érudits. Étrangement, plus tard, Reb Eliezer Lippa a trouvé un autre trésor près de la rivière, mais une fois de plus, lui et sa femme ont décidé de donner les pièces d'or qu'il avait trouvées en Tzedakah Charité). Quelque temps plus tard, un parent riche de Reb Eliezer est décédé, et Reb Eliezer et sa femme ont hérité de sa propriété, devenant ainsi riches eux-mêmes. À ce stade, leurs fils étaient devenus à la fois des Tzaddikim éminents et de grands érudits. Reb Eliezer Lippa et sa femme ont vécu de nombreuses années heureuses, continuant à soutenir les Juifs pauvres et les érudits de la Torah jusqu'à la fin de leurs jours.
Diverses histoires circulent sur les longs voyages des deux frères, le rabbin Zusha et le rabbin Élimelech. Le rabbin Noach de Kobryn a entendu dire que le Hassidisme ne s'était répandu que dans les régions qu'ils avaient traversées. "Là où le rabbin Zusha et le rabbin Élimelech ne sont pas allés, il n'y a pas de Hassidim."
Un homme a rendu visite au saint Maggid de Mezeritch et a dit qu'il avait de grandes difficultés à appliquer le dicton talmudique selon lequel "une personne est censée bénir D.ieu pour le mal de la même manière qu'elle Le bénit pour le bien". Le Maggid lui a dit de trouver le disciple du Maggid, le rabbin Zusha de Hanipoli, et de lui demander. L'homme est allé et a trouvé le rabbin Zusha, qui l'a accueilli amicalement et l'a invité chez lui. Lorsque le visiteur est arrivé, il a vu à quel point la famille était pauvre, il n'y avait presque rien à manger, ils étaient accablés de souffrances et de maladies. Néanmoins, le rabbin Zusha était toujours heureux et joyeux. Le visiteur était étonné par cette image. Il a dit : "Je suis allé voir le Saint Maggid pour lui demander comment il est possible de bénir Dieu pour le mal qu'Il nous envoie de la même manière que nous Le bénissons pour le bien, et le Maggid m'a dit que seul vous pouvez m'aider dans cette affaire." Le rabbin Zusha a répondu : "C'est en effet une question très intéressante. Mais pourquoi notre saint Rebbe vous a-t-il envoyé à moi ? Comment le saurais-je ? Il aurait dû vous envoyer à quelqu'un qui a connu la souffrance."
Le Maggid de Mezeritch lui a enseigné les fondements de la veritable "Avodat Hashem" (service divin) en s'inspirant de l'enfant et du voleur. 3 choses de l'enfant: 1) il est joyeux sans avoir d'une raison à l'être 2) l'enfant ne reste jamais inoccupé un seul moment 3) dès qu'il veit quelque chose il sait le demander avec force. Et 7 choses du voleur: 1) Ce qu'il fait, il le garde pour lui. 2) Il est prêt à prendre des risques pour atteindre son objectif. 3) Il ne fait pas de distinction entre les choses "majeures" et "mineures", mais prend soin de chaque détail avec la même exigence. 4) Il investit beaucoup d'efforts dans ce qu'il fait. 5) Il est rapide. 6) Il est toujours optimiste. 7) S'il échoue au départ, il revient encore et encore pour essayer."
On raconte que lorsque Zusha était un jeune orphelin, il étudiait la Torah avec le commentaire de Rachi. Lorsqu'il tombait sur un passage de Rachi qu'il ne comprenait pas, il pleurait longuement, jusqu'à ce que Rachi lui-même vienne le trouver et lui explique.
Une fois, le rabbin Zusha était dans une classe dirigée par le Maggid de Mezeritch. Le Maggid a commencé la leçon par un verset banal de la Torah : "Et Dieu parla à Moïse..." Juste ces quelques mots étaient suffisants pour exciter et étonner le rabbin Zusha. Il s'est exclamé "D.ieu a parlé... D.IEU a parlé... D.ieu a PARLÉ !" encore et encore jusqu'à ce qu'il doive être retiré de la salle de classe en raison de la perturbation qu'il causait.
Lorsque le rabbin Zusha était sur son lit de mort, ses élèves l'ont trouvé en larmes incontrôlables. Ils ont essayé de le réconforter en lui disant qu'il était presque aussi sage que Moïse et aussi bon qu'Abraham, il était donc sûr d'être jugé favorablement au Ciel. Il a répondu : "Quand je passerai de ce monde et comparaîtrai devant le Tribunal céleste, on ne me demandera pas, 'Zusha, pourquoi n'étais-tu pas aussi sage que Moïse ou aussi bon qu'Abraham,' mais on me demandera, 'Zusha, pourquoi n'étais-tu pas Zusha ?' Pourquoi n'ai-je pas accompli mon potentiel, pourquoi n'ai-je pas suivi le chemin qui aurait pu être le mien."

## Livre de Reb Zoucha
"Menorat Zahav" (Le candélabre d'Or).